# Papirus Oxyrhynchus 35
Papirus Oxyrhynchus 35 oznaczany jako P.Oxy.I 35 – proklamacja oraz lista cesarzy rzymskich napisany w języku greckim przez nieznanego autora. Papirus ten został odkryty przez Bernarda Grenfella i Arthura Hunta w 1897 roku w Oksyrynchos. Tekst rękopisu na stronie recto jest datowany na 223 rok n.e. a na stronie verso na lata 249-251 n.e. Przechowywany jest w muzeum Uniwersytetu Pensylwanii (E 2749 Vo). Tekst został opublikowany przez Grenfella i Hunta w 1898 roku.
Manuskrypt został napisany na papirusie, na pojedynczej karcie. Rozmiary zachowanego fragmentu wynoszą 13,8 na 13,4 cm. Tekst jest napisany średniej wielkości kursywą.